# Anwynn
Anwynn ist eine 2007 gegründete Melodic-Death-Metal-Band aus Belgien. Der Name stammt von der Anderswelt in der keltischen (walisischen) Mythologie. Sie stehen derzeit bei dem Label M&O Music unter Vertrag, wo ihr erstes Studioalbum Forbidden Songs erschienen ist. Sie haben außerdem auch eine Demo, Behind the Veil, und eine EP, Newydd Wawr, veröffentlicht.

## Geschichte

### Gründung (2007)
Vor der Gründung von Anwynn spielten Wallace, Mathias und Fred zusammen in Arawn, einer Heavy-Metal-Band. Als sich Arawn im Dezember 2006 auflöste, beschlossen Wallace und Fred das gemeinsame Abenteuer fortzusetzen und haben so Anwynn gegründet.
Da sie weiterhin traditionellen Heavy Metal spielen wollten, suchten sie zuerst einen Sänger für die Band. Schnell beschlossen sie aber, jedem Kandidaten eine Chance zu geben, und fingen an, auch Sängerinnen vorsingen zu lassen. Im Februar 2007 schloss sich Bassist Vincent „Wobi“ Van Loo an. Kurz darauf vervollständigte Mezzosopran-Sängerin Amandine Blanquet die Besetzung.

### Erste Shows undBehind the Veil(2008–2009)
Anwynn spielten dann ihr erstes Konzert im VitamineZ in Wavre, wo die Band auch den Publikumspreis erhielt. Anschließend spielten sie am Angel’s Rock I in Uccle, im B52 is Ostende und an der Factory in Liège, sowie in anderen Bars und Cafés.
In 2008 wurde ihre erste Demo, Behind the Veil, veröffentlicht. Danach kam es zu ein paar Änderungen in der Besetzung: Mathias trennte sich von der Band und wurde durch Jeremy Laitem (Sekhmet) ersetzt, und Vladimir nahm einen neuen Posten hinter dem Keyboard an. Langsam entwickelte sich Anwynn zu einer Symphonic-Metal-Band.

### Newydd Wawrund neue Besetzung (2010–2011)
2010 war ein Jahr für viele, durch vier neue Mitglieder herbeigeführte Änderungen: Astrid Kaiserman am Keyboard, Benoît Becker an der Rhythmusgitarre, Vincent „McBouc“ Carton am Mikrofon und Forster Perelsztejn – später ersetzt durch Laurent Verheylewegen – am Schlagzeug.
Anwynn fing an, düsterere und aggressivere Songs zu schreiben. So entwickelten sie sich langsam zu einer Melodic-Death-Metal-Band mit symphonischen Elementen. Die Band gab bekannt, dass ihre erste EP, Newydd Wawr, im Dezember erscheinen würde.
Anwynn spielte im April neben Headlinern The Scorpions am Power Prog & Metal Festival 2010, und im Oktober mit Arch Enemy, Epica, The Agonist und vielen anderen am Metal Female Voices Festival 2010.
Anfang 2011 verließen Laurent und Benoît die Band wegen künstlerischer Differenzen.

### Forbidden Songs(seit 2011)
Im Juli 2011 stieß Julien „Jukka“ Huyssens an der Rhythmusgitarre zu der Band. In dieser Besetzung kündigten sie an, im Oktober ihr erstes Studioalbum Forbidden Songs aufzunehmen. Das Album wurde im Manic Studio von Olivier Wittenberg (Manic Movement), der auf dem Album auch als Studioschlagzeuger zu hören ist, aufgenommen, gemixt und gemastert.
Es wurde durch die französische Plattenfirma M&O Music am 23. April 2012 veröffentlicht und erhielt von der Musikpresse gute Kritiken.
Daraufhin tourte Anwynn mit neuem Schlagzeuger, Florent "Flush" Boudry", nebenbei Skeptical Minds und Izegrim mit Diabulus in Musica im Rahmen ihrer The Wanderer Tour. Sie spielten auch auf verschiedenen belgischen Festivals, unter anderem am DarkMoon Festival, am RommelRock 2012 mit Grave Digger, Sirenia und Cripper und wurden auch von den dänischen Power-Metallern Seven Thorns eingeladen, mit ihnen in Flensburg zu spielen.
Die Band gab bekannt, dass sie auf der 10th Anniversary Edition vom Metal Female Voices Festival am 20. Oktober 2012 mit unter anderem Lacuna Coil, Arch Enemy, Delain und Arkona spielen würden.

## Stil

### Musik
Anwynn verbindet verschiedene Musikstile, wobei sich die meisten Songs durch traditionelle Death-Metal-Riffs, Heavy-Metal-orientierte Soli und kräftige Orchestrierung auszeichnen. Amandines Mezzosopran wird durch McBoucs gutturalen Gesang ergänzt.

### Einflüsse
Anwynn ist von verschiedenen europäischen und amerikanischen Metal-Bands beeinflusst, unter anderem Amon Amarth, Cannibal Corpse, Nightwish, Iron Maiden, Hatebreed, Machine Head, Dimmu Borgir, Arch Enemy, Leaves’ Eyes und Tristania.

### Texte
Die Texte von Anwynns Songs handeln hauptsächlich von keltischer Mythologie, aber auch von Piraterie in „Across the Seven Seas“ oder der Eroberung der Neuen Welt in „Conquistador“. Andere Songs, vor allem „Free“ und „At the Gates of Madness“, beziehen sich auf Themen der Psychologie.

## Diskografie

### Demos
- 2008: Behind the Veil

### EPs
- 2010: Newydd Wawr

### Studioalben
- 2012: Forbidden Songs